# Kampfgeschwader 50
Das Kampfgeschwader 50 war ein Verband der Luftwaffe im Zweiten Weltkrieg.

## Aufstellung
Die I. Gruppe mit der 1. bis 3. Staffel entstand im Juli 1942 auf dem Flugplatz Brandenburg-Briest (Lage) aus der 10. Staffel des Kampfgeschwaders 40. Zeitgleich wurde noch eine 4. (Ergänzungs-)Staffel aufgestellt. Diese insgesamt 4 Staffeln wurden als erste mit der neuen Heinkel He 177 ausgestattet und sollten dieses viermotorige Kampfflugzeug testen und weiterentwickeln. Die He 177 kamen teilweise aus dem nahe dem Flugplatz befindlichen Montagewerk der Arado Flugzeugwerke. Weitere Gruppen und ein Geschwaderstab KG 50 existierten nicht. Die Geschwaderkennung war E8.

## Geschichte
Die I. Gruppe und die 4. (Ergänzungs-)Staffel operierten von ihrer Aufstellung bis Dezember 1942 von Brandenburg-Briest und Værløse in Dänemark aus. Ziel dieser ersten Monate ihres Bestehens war die Erprobung der viermotorigen Heinkel He 177, die noch viele technische Probleme aufwies. Aufgrund der sich überstürzenden Ereignisse im Süden der Ostfront verlegte die I. Gruppe mit 27 He 177A-1 und 2 Junkers Ju 88A-4 im Dezember 1942 nach Saporischschja, im Süden der Sowjetunion. Von dort aus beteiligte sie sich an der Versorgung des Kessels von Stalingrad aus der Luft. Gleich beim ersten Vorsorgungseinsatz fiel am 16. Januar 1943 der Gruppenkommandeur Major Kurt Scheede, als er mit seiner Heinkel He 177 A-1 (Geschwaderkennung E8+FH) auf dem Flug nach Gumrak von der Flak abgeschossen wurde. Da sich schnell herausstellte, dass die He 177 als Versorgungsflugzeug nicht geeignet war, führte die Besatzungen in der Folgezeit reine Bombenmissionen zur Unterstützung des Heeres durch. Ende Januar 1943 kehrten sie wieder nach Brandenburg-Briest zurück. Insgesamt hatte sie bei diesem Einsatz 3 Totalverluste durch Feind- und 5 Totalverluste ohne Feindeinwirkung zu beklagen.
Im ersten Halbjahr 1943 trainierte die Gruppe mit der neuen Henschel Hs 293, einer funkferngesteuerten Gleitbombe, die vor allem für den Einsatz gegen Schiffe vorgesehen war.
Am 25. Oktober 1943 wechselte die I. Gruppe des Kampfgeschwaders 50 mit ihren 14 He 177A-1 und 2 He 177A-3 als II. Gruppe zum Kampfgeschwader 40. Die 4. (Ergänzungs-)Staffel mit ihren 6 He 177A-1 änderte ihre Bezeichnung in 17. (Ergänzungs-)Staffel des Kampfgeschwaders 40.
Unter neuer Geschwader- und Gruppenbezeichnung versenkte eine He 177, am 26. November 1943 mit einer Gleitbombe HS 293 den britischen Truppentransporter Rohna (Lage) vor der algerischen Küste. Das Schiff sank innerhalb einer Stunde und mit ihm ungefähr 1138 Menschen, davon 1015 US-Soldaten. Acht der angreifenden Heinkel He 177 wurden abgeschossen.

## Gruppenkommandeure
| Dienstgrad | Name               | Zeit                                   |
| ---------- | ------------------ | -------------------------------------- |
| Major      | Kurt Scheede       | 29. Juli 1943 bis 16. Januar 1943      |
| Major      | Heinrich Schlosser | 1. Februar 1943 bis 10. September 1943 |

## Bekannte Geschwaderangehörige
- Lambert Konschegg (1912–1977), war von 1945 bis 1962 ÖVP-Abgeordneter im Nationalrat, Vorstandsvorsitzender der Fluggesellschaft Austrian Airlines (AUA) und Präsident des Weltverbandes der Fluggesellschaften IATA